# C/1947 V1 Honda
C/1947 V1 (Honda) è la terza cometa scoperta dall'astrofilo giapponese Minoru Honda: è una cometa non periodica con orbita  retrograda.